# クロヒョウ 龍が如く新章
『クロヒョウ 龍が如く新章』（クロヒョウ りゅうがごとくしんしょう）は、セガより2010年9月22日に発売されたPlayStation Portable用ゲームソフト。

## 概要
『龍が如く』シリーズ通算6作目となった今作では、キャラクター・システムなどが一新された。本作はパッケージ版の他にダウンロード版も発売されたが、どちらもセーブデータの共有は可能。本作は『龍が如く 見参!』などの外伝作品とは異なり、龍が如く本シリーズと同じ時間軸を共有している作品であるが、ストーリー自体は本シリーズと接点はなく、クロヒョウという独立した作品となっている。
総合監督の名越稔洋は、題材を「暴力」としている。名越は「暴力という言葉は社会的にも嫌われている。しかし、暴力でしか何かを見つけられない存在もいて、納得のいく暴力もあれば、暴力を使う卑怯者もいる。社会から脱落者を都合よく出すような言葉だと思う。その想いを描きたくなった」と語っている。
キャストには、モデルの手島優、星あや、中村アン、ボクサーの内山高志など、従来作と同じく著名人を起用している。メインストーリー・脚本は野尻靖之（オフィス・トゥー・ワン所属）が担当。
2010年10月5日から12月21日までTBS・MBS系列火曜深夜枠でテレビドラマが放映された。また『週刊ヤングマガジン』で浅田有皆によりコミック化がされた。

## ゲーム内容
地下格闘場を軸とした物語ではあるが決して閉鎖的な内容ではなく、ゲーム自体は従来同様に歓楽街・神室町を股に掛けて展開される。従来のシリーズ作品同様リアルに再現された街を探索、各所のプレイスポット（容量の制限もあり縮小）やサブイベントを楽しむことが出来る。その他、ミニゲーム方式で行うアルバイトが追加された。アドベンチャー時のカメラワークは『見参!』以降の3D方式ではなく、『2』以前と同様の固定視点が自動で切り替わる方式になっている。また、サブストーリーの発生場所がマップに表示されるようになった。一方、タクシーは利用不可。イベントシーンでは、従来のCGムービーではなく、イラストに音声をあてる。その際は従来作とは違い、イベントスキップはできないが、早送りや一旦停止が可能である。イベントスキップは一度クリアすることでできるようになる。
本作の特徴として、喧嘩バトルが従来とは趣の異なった独特のシステムとなっている。主人公や敵の体力ゲージなどの表示は一切表示されず、純粋に戦闘の模様のみが画面に映る方式を採っている。また、画面の大半をキャラクターが占めるなど背景よりもキャラクターを中心とした画面構成になっていたり、隣接した時に2D対戦格闘ゲームのような視点になるなど、1対1の戦いを意識したカメラワークとなっている。複数登場する敵も最大3人であり、本編のような多人数戦ではなく少数での戦いに特化している。
シリーズ初の「スタイル」システムが導入された。スタイルは喧嘩、ボクシング、プロレス、空手など20種類登場する。スタイルよっては、長所・短所、ヒートアクションもそれぞれ異なり、バトルの状況・敵のスタイルによって切り替えることもできる。
ヒートケージは、過去の作品と異なり、数回のバトルで使い回しができず、使用タイミングを見分ける必要がある。ヒートアクションも各スタイル3種類と少なく、従来のヒートアクションというよりは格闘ゲームの超必殺技的な意味合いが強い。ヒート状態は青→黄→赤の順にレベルアップしていき、青と赤は各スタイル固定のヒートアクションだが、黄は地形により技が変化するヒートアクションになっている。
体の怪我のシステムも導入された。「頭」、「胴」、「腕」、「脚」の4つの体位が、ダメージを受けるごとに体位のダメージが蓄積し、動けなくなるなどのデメリットが生じる。
レベルアップで「HP」と「防御力」がアップする。ある場所で所持金と引き換えに「パンチ」、「キック」、「スタミナ」のパラメータを上げることができる。

## ストーリー
神室町に1人の少年がいた。少年の名は、「右京龍也」。「力こそがすべて」と信じ、暴力だけで生きていた少年は、高校中退後、神室町でケンカに明け暮れる日々を過ごしていた。
2010年9月。ある雨の日、龍也は中国系の闇金を襲うという大胆不敵な計画を画策する。この計画にあまりに無謀すぎると言い仲間たちが離れる中、彼は単身襲撃を試みる。しかし、そこにいたのは関東ヤクザを仕切る一大組織、東城会の直系九鬼組幹部・戸田直樹だった。
龍也に襲いかかる戸田。だが、龍也は戸田を圧倒。野獣のごとき強さで戸田を叩きのめした。勝利の高笑いをしていた龍也だったが、気がつくと戸田は血を流して息絶えていた。
極道の幹部殺害により、東城会、警察に追われる身となった龍也は、神室町から逃亡しようとするが、九鬼組の組長・九鬼隆太郎に捕まり、とある場所に連れて行かれる。そこは、九鬼組が運営する非合法闘技場「ドラゴンヒート」であった。
九鬼から「ドラゴンヒートで10連勝すれば、戸田殺しを見逃す」という条件を突き付けられた龍也。
それは、自由を奪われた少年の宿命であり、彼に選択の余地はなかった。
ただ勝ち続けること。
己の拳で運命を切り開くために、右京龍也は戦いの舞台に上がる。

## 登場人物

### 主人公
右京 龍也（うきょう たつや）
声 - 高良健吾
18歳。サイドをコーンロウに編み上げ、襟足の長いオールバックの髪型に背中に黒豹があしらわれた黒いジャージ（ドレスキャンプ製）が特徴で、未成年ながら喫煙習慣がある。若いゆえの無鉄砲さによる敗北や受傷が目立つものの、後に「神室の狂龍」の異名で呼ばれるほどの喧嘩の実力は本物で、十数人の不良やヤクザ、自身より大柄なプロ格闘家と真っ向勝負で打ち勝つほどである。また、特定の格闘スタイルを持たないが、習得した様々な格闘スタイルを切り替えて戦うことができ、更には『クロヒョウ2』では習得したスタイルの技を自在に組み合わせて「我流」とする技術を物語中で身に付ける。
神室東高校に進学したものの、2年生（当時17歳）の時に喧嘩で他校の生徒に意識不明の重傷を負わせ、傷害罪で少年院に入所する。仮出所後は保護観察の身となり、学校に復帰したが、直後に揉め事を起こして退学処分になった。その後、神室町でアルバイト生活をこなすようになり、小銭を稼ぐ生活に嫌気が差して闇金融襲撃計画を思いつき、仲間の制止も聞かずに単身で闇金の事務所に乗り込むが、元締めの九鬼組幹部である戸田を殺害。神室町から逃亡を図るも九鬼に捕らえられ、「ドラゴンヒート」で10連勝する代わりに戸田殺しを無かったことにするという条件を飲んで猛者と戦い続ける羽目になる。幾度もの戦いを乗り越える中、死亡したはずの戸田の姿を見かけたことで九鬼らへの疑念を強めると、独自に調査を始めて「15年前の放火事件」と「警察への内通者」の存在を知る。その後、戸田の死体が発見されると同時に九鬼が襲撃され、彼から戸田を殺していないこと、更には事件の証拠となるマイクロカードの存在を知らされ、今際の際にドラゴンヒート10連勝を懇願される。以後も順調に勝ち進み、遂にドラゴンヒート10戦目では泰山と戦い、勝利の後に泰山が実父の「乃木泰」であることや警察へ情報を流していた内通者だということを知る。その後は様々な人物の協力を得てマイクロカードを入手するが、それを取り戻そうとした筒井と新城の襲撃を受けて負ければカードを渡すという条件の元でミレニアムタワーの屋上で新城と対決し、勝利する。しかし、直後に筒井に沙紀を人質に取られ、救おうと駆け寄った際に新城の足指先蹴りを食らいそうになるが、乃木に庇われる。それによって致命傷を受けた乃木の「負けるな、戦い続け、己を超えろ」という最期の言葉を聞き届け、初めて彼を「親父」と呼んで慟哭した。

### 主要人物
雨宮 泰山（あまみや たいざん） / 乃木 泰（のぎ とおる）
声 - 岩城滉一
ドラゴンヒート専属の柔道整復師。42歳。病院搬送が厳しい闘技場においてけがをした選手の応急手当てを担当し、その他に試合前のボディチェックやトレーニングなど、多岐に渡って選手のコンディションの管理を行っている。自身も様々な格闘技の知識を持ち、また古今東西の格闘技を実践・習得しており、暴走しがちな龍也に何かと助言を出して面倒を見ている。格闘スタイルは「極めし者」。ヒートアクションは腕を極めて投げる「真・逆落とし」とパンチとキックの高速連打「究極乱舞」を使用する。また、龍也との連携技では敵を抱え上げて投げる「デンジャラス・デス・ドロップ」と羽交い締めして攻撃する「喧嘩式袋叩き乱舞ver.1」を使用する。嶋によって過去9連勝を成し遂げた伝説のボクサー「乃木泰」であることが明かされ、龍也の10戦目の相手として激闘を繰り広げるも敗れた。決着後はリングに割って入った冴子に半ば促される形で内縁の妻であった龍也の母である菜穂子が放火事件で殺された真実を語るが、復讐のために東城会の内通者として警察に情報を流していた事が二岡に突き止められ、追われることになる。その後は息子である龍也と和解し、結束して事件の全てを明かすために行動することになるが、最終決戦で新城の足指先蹴りから龍也を庇ってこめかみに致命傷を負い、最後は「負けるな、戦い続けて、己を超えろ」と龍也に言い遺して息を引き取る。
工藤 沙紀（くどう さき）
声 - 波瑠
雨宮の弟子で、柔道整復師補佐。18歳。自身も合気道の経験があり、その実力は中学の全国大会で優勝したほどの腕前である。格闘技マニアとして格闘技に対する知識は豊富で、その知識を生かし、龍也のセコンド役として試合中にアドバイスや激励する。また、龍也に対して好意を持っているが、顔には出さずに買出しの荷物持ちやパシリにすることが多く、龍也が九州一番星でアルバイトをしていると客として来る事がある。中学時代は負け知らずだったものの、高校時代は県大会でも優勝出来ず、荒れていた時期があった時に神室町で自分より弱い不良を叩きのめして自己満足を得ていたところを雨宮と出会い、戦った時に手も足も出なかった事と雨宮の一言により自分を省みる。その後、ドラゴンヒートの存在を知り、地下闘技場の熱さや男達の生き様に魅せられてドラゴンヒートに忍び込むも九鬼組に捕まり、直後に雨宮に助けられた事で弟子入りしていた。

### 東城会
『龍が如く』シリーズにも登場する関東一円のヤクザを束ねる一大組織。

#### 九鬼組
第三公園前に事務所を構え、地下では「ドラゴンヒート」と呼ばれる格闘イベントを開催している。
九鬼 隆太郎（くき りゅうたろう）
声 - 黒沢年雄
東城会直系九鬼組組長。東城会きっての頭脳派で、地下格闘場などの興行系のシノギに関しては東城会の幹部らからも一目置かれている。地下格闘場「ドラゴンヒート」での勝敗予想をはじめとするインターネット賭博で成り上がったが、東城会上層部からは警察への違法店舗リーク容疑を掛けられていた。右京龍也に襲撃され気絶していた戸田を死んだことにして、戸田に潜伏するよう命じ、 龍也に戸田を殺したと思い込ませたまま、「戸田殺害を見逃す代わりにドラゴンヒートで十連勝しろ」と右京に指示する。また、口約束であろうと決して軽んじないといった男気ある面も持つ他、龍也に関しては、不器用ではあるが、父親の様な愛情を注いでいる節も見られた。後に佐伯に襲撃されて意識不明の重体に陥ってしまうも辛うじて意識を取り戻し、満身創痍の体で病院を抜け出して趙楽に龍也を呼び出すと戸田殺しの真相を語った後で龍也にドラゴンヒートで10連勝するように全てを託して絶命した。
戸田 直樹（とだ なおき）
声 - 中井和哉
九鬼組幹部。享年40歳。表向きは中華料理店「趙楽」のオーナーでありながら、裏稼業で闇金融も営んでいる。非常に用意周到な性格で、取引や他人の会話を録音する癖があり、またそれらのことを部下にも話していない。また、大学時代は空手で関東を制しており、その強さは九鬼隆太郎からも認められている。九鬼から密かに独立し、東城会を乗っ取ろうと画策していた矢先に金目的の龍也に襲撃されて意識不明の重傷を負うも一命を取り留める。その後、筒井の命で自身が起こした15年前の放火事件 の弱みを握っており、そのネタを元に筒井から金を要求したが、脅しの最中に背後から新城の襲撃を受けて死亡し、後に埼玉県の秩父山中にて死体となって発見される。

#### 二岡組
チャンピオン街近くに事務所を構える。
二岡 孝造（におか こうぞう）
声 - 正源敬三
東城会直系二岡組組長。中華料理店「趙楽」の事務所を見上げる龍也の前に現れ、10連勝は不可能だと伝えた上で若衆に戦いを挑ませるも返り討ちにされた。その後、舎弟の真壁を使って「ドラゴンヒート」で龍也を倒そうとする計画も失敗に終わり、後に九鬼が佐伯に襲撃されるとドラゴンヒートの実権を握って10連勝を目指す龍也に不利なマッチメイクをするも悉く返り討ちにされた。
真壁 隼人（まかべ はやと）
声 - 藤本たかひろ
二岡組若衆で、二岡の舎弟。格闘スタイルは「喧嘩」で、卑怯な手を好み、ヒートアクションはゾンビのように相手に噛み付くという常識外れな攻撃「野獣噛みつき」と背中に一撃を加えて投げ落とす「バックリフトアップスラム」を使用する。沖縄でストリートファイトをしている時にヤクザを病院送りにして東京に逃げてきた。その後、天馬が流した龍也の偽情報を信じてドラゴンヒート5回戦で龍也と戦い、左足を執拗に狙うも敗れた。

### 不良チーム
それぞれの街にたむろする不良少年達が結成したチームの関係者。キャラクター達はいずれもサブストーリーに登場し、それぞれ特有の服装や格闘スタイルで自己主張して互いに睨みを効かせている。

#### 神室町
ディアブロ
神室町を拠点にする4チームの一つ。メンバーは肌を焼き、オラオラ系と呼ばれる黒基調のラフな服装が特徴で、「喧嘩」や「総合格闘技」、「武器マニア」など何でもありな技術を用いる傾向にある。
赤城 翔太（あかぎ しょうた）
「ディアブロ」のリーダー。格闘スタイルは「空手」。「喧嘩上等」をうたい文句とし、赤城本人を始めとした武闘派の集団で構成されているが、その見た目とは裏腹にチーム自体は統率が取れており、赤城自身卑怯なことや筋の通らないことを嫌うといったどこか一本の筋の通った熱血漢で、実際に龍也への借りを返すために共闘したり、その後も龍也のピンチに助太刀として現れると言った行動も見せている。また、父親の自動車修理業を継いでいる。
守屋 真紀（もりや まさのり）
ディアブロのNo.2で、仲間から「マキ」と呼ばれる赤城に次ぐ実力の持ち主。格闘スタイルは「喧嘩」。他のチームからも一目置かれており、赤城と同じく筋の通らないことを嫌う。龍也に絡んだ部下のケジメを付けるため、龍也と戦うことになる。その後は和解し、龍也の友達となる。

DIS（ディーアイエス）
神室町を拠点にする4チームの一つ。メンバーはラッパーのようなストリート系、かつ青基調の服装が特徴で、「プロレス」や「柔術」などの組み技を得意とする。
青野 誠二（あおの せいじ）
「DIS」のリーダー。格闘スタイルは「ルチャ」。先代のリーダーの推薦によって現在のリーダーとなり、守屋を倒した龍也を仲間に入れようと勧誘するも断られたために部下に龍也の名を騙らせて他のチームへの脅しや襲撃を行う。その後、龍也によって阻止され、龍也と対決するも敗北し、DISを抜けさせられることになる。その後はNo.2の加賀がリーダーとなり、DISは前にも増して過激な行動を取っていたが、後に龍也によって再び壊滅させられたことで再度リーダーに返り咲き、最後は七光りによってリーダーになれたのを自覚しているためにリーダーとして相応しい器になれるように努力することを決意する。
加賀 伊織（かが いおり）
DISのNo.2。格闘スタイルは「プロレス」。トラブルを暴力で解決しようとしている武闘派。青野が龍也に敗北した後に青野を追い出し、DISのリーダーとなって以前よりも過激な行動を取っていたが、龍也によって壊滅した。その後は青野に論されて再び青野にリーダーの座を渡した。

死霊兵団
神室町を拠点にする4チームの一つ。メンバーは学ラン姿が特徴で、「空手」や「ボクシング」などの打撃技を習得した者が多い。
黒田 東吾（くろだ とうご）
「死霊兵団」のリーダー。格闘スタイルは路上の設置物を巧みに使う「武器マニア」。ほとんどを部下に任せ、自分だけがおいしいところを持っていくといった狡猾な性格で、誰も信用せずに失敗を犯せば容赦なく制裁を加えるために部下からの信頼は薄い。中学時代に自分をパシリ扱いしていた龍也を執拗に狙い、数々の刺客を送り込むが、悉く撃退されてしまう。その後は龍也との対決に敗北し、その事を初めて知った龍也に深く謝られたことで和解して今度は部下を利用せず、自分の力で物事を成すために新たな道を歩き始める。
志藤 武人（しどう たけと）
死霊兵団のNo.2で、チームの中では黒田に意見が出来る唯一の人物。格闘スタイルは「空手」。仲間が黒田の制裁によって傷付けられるのを見ていられなくなり、仕方なく龍也を倒そうとするが、敗北して黒田の制裁で怪我を負う。しかし、彼自身は黒田を信頼していたようで、黒田が龍也に敗れた後はただ一人黒田の元に残り、黒田と共に新たな道へと歩き出した。

キングダム
神室町を拠点にする4チームの一つ。メンバーはいわゆるお兄系の服装や髪型が特徴で、「古武術」や「中国拳法」などの東洋の伝統武術を身に付けた者が多い。
白石 栄輔（しらいし えいすけ）
「キングダム」のリーダー。4チームの中でも台頭してきたばかりで、多くのことは謎に包まれていた。格闘スタイルは「ムエタイ」と「ボクシング」の両方を得意とする。龍也が自分の彼女に手を出したと勘違いし、戦いを挑む。その後は誤解を解いて和解し、以後何かと龍也に助けを請うことになる。喧嘩の実力は4チーム中最強ではあるものの、楽天的な性格が災いしてチームの運営等はほとんど手つかずで、その事を憂いていた松波の策略により龍也と対決することとなる。その後、それが無意味な戦いであることに気付き、赤城や青野の手も借りて松波を倒すことに成功する。最後は「働け」という龍也の言葉を受けてキングダムのメンバーを従業員としたホストクラブを設立する。
松浪 健一（まつなみ けんいち）
キングダムのNo.2。格闘スタイルは「ボクシング」。白石がチームの運営に手を付けていないことで実権を握って一般人や他のチームのメンバーを取り込んだ上で襲撃を行うようになる。その後は神室町のチームのトップを狙ってそれに邪魔な龍也を倒すために白石を利用して戦わせるも青野の仲介で失敗した。その後、大人数を率いて龍也達と戦い、全滅されながらも白石の腕を折ったりして追い詰め、他の地区からの援軍で止めを刺そうとしたが、赤城の手によって援軍は全滅し、自らも龍也との戦いに敗れる。その後は白石に説得されて龍也達と和解し、神室町の戦争は終結した。

### 警察

#### 警視庁
竹中 省三（たけなか しょうぞう）
声 - 石塚運昇
警視庁神室署少年課刑事で、15年前までは捜査一課の刑事であり、鷲尾の上司でもある。龍也が起こした傷害事件を担当しており、少年院行きとなった龍也に手錠をかけたために仮出所した龍也を探す一方で、15年前に解決できなかった時効寸前の放火事件を鷲尾と共に追う。また、龍也とも携帯電話を通じて話をしており、捜査一課が戸田殺しでマークしていることを伝える一方で、幾度となく捜査の妨害に遭いながらも地道な捜査を展開し、龍也からの情報を基に戸田の女から重要な証言を得て最後は放火事件の犯人である筒井と龍也に敗れた新城を逮捕した。
鷲尾 勇（わしお いさむ）
声 - 安元洋貴
最近警視庁捜査一課長に昇格した元捜査四課の管理官で、かつては竹中の部下であり、九鬼とは小学校時代からの幼馴染でもある。課長になった現在でも付き合いがあり、また素性を伏せて由理香に近づいて「ドラゴンヒート」にも顔を見せていた。放火事件の犯人を着々と追い詰めていったが、鶴見との対立から逮捕状を請求した直後に鶴見と繋がった新城に暗殺されてしまう。
鶴見 正（つるみ ただし）
声 - 大友龍三郎
警視庁組織犯罪対策部長で、15年前までは警視庁捜査一課長でもある放火事件の捜査責任者であり、事実上物語の黒幕でもある。筒井と繋がって放火事件の決着を付けようと龍也を犯人に仕立てあげるストーリーを描いて捜査員を買収しようと竹中に青梅西署への異動を命じ、鷲尾には捜査から手を引くように命じるも反発を買って失敗し、新城に鷲尾を殺すように命じる。その後のエンディングでは都知事選挙に立候補するために記者会見を開いている姿が映し出されている。

### 企業

#### 東都百貨店
龍也が連勝を重ねるまではドラゴンヒートで最も人気のあったファイターである日向のスポンサーをしている。
筒井 正俊（つつい まさとし）
声 - 小杉十郎太
東都百貨店取締役総務部長。若き日には琉球空手を修め、「マサ」という通り名で格闘家として暴れまわっており、ドラゴンヒート9連勝中の乃木に戦いを挑んだ。その際に蹴りで腕を折るもカウンターを受けてテンカウントで敗れる。その後、神室町の土地開発に反対していた焼肉店「紫禁城」の店長である金光と対立し、その地上げを当時まだ東城会に入っていなかった戸田に命じて放火させ、金光や龍也の母親である菜穂子らを殺害したが、後に容疑が固まったとして竹中に逮捕される。
新城 零司（しんじょう れいじ）
声 - 神奈延年
筒井の秘書で、戸田を襲撃した実行犯。感情を表に出さずに冷静沈着。筒井によってブラジリアン柔術と琉球空手を教え込まれており、筒井の必殺技であった「足指先蹴り」も習得している。格闘スタイルは「乱舞の極み」。ヒートアクションはダッシュの勢いを利用して相手を壁に叩きつける攻撃と前述の「足指先蹴り」を使用する。ミレニアムタワーにて龍也に敗れ、隙を突いて足指先蹴りを放つも乃木が庇ったことで失敗し、最後は竹中に逮捕される。逮捕後は戸田、九鬼、竹中、鷲尾を襲ったと自供したが、竹中は「誰かに言わされている」と勘づいており、筒井以外にも黒幕がいると窺わせた。

### 地下格闘関係

#### ドラゴンヒート
九鬼組事務所の地下に存在する地下格闘技場。九鬼組の仕切る賭場でもあり、主要な収入源となっている。試合は八角形のケージ内で行われるが試合場内にレフェリーはおらず、テンカウントノックダウン制である以外にルールらしいルールは存在しないという、喧嘩さながらの形式をとっている。
DJ RIKUOH（ディージェー・リクオー）
声 - 前田剛
ドラゴンヒートでアナウンスを務める人気リングアナ。クラブDJを本業としており、台本がなくてもアドリブで盛り上げる実況の腕から九鬼の信頼は厚い。龍也に何かと目をかけて夜の遊びに誘うことが多く、また龍也が九州一番星でアルバイトをしていると客として来る事がある。
日向 翔（ひゅうが しょう）
声 - 前田剛
「ドラゴンヒートの至宝」の異名を持つドラゴンヒートのファイター。二種類の格闘スタイルを持ち、一回目の勝負（2回戦）ではプロレスを下地とした「総合格闘技」を使い、二回目の勝負（6回戦）では本来のスタイルである「プロレス」を使う。ヒートアクションは「膝十字固め」とローキックからの跳び膝蹴りの連携技「スカイニークラッシャー」を使用する。かつては非情に勝ちだけを求めるプロの総合格闘家として活動していたが、後にリング禍を起こして表の格闘技界を追われてしまう。以来、自身が納得のいく勝ち方にこだわり、戦いに美学を持って挑むようになる。龍也と出会った当初は「ただ勝てばいい」という龍也の考え方に反発して挑発を繰り返していたが、龍也と拳を交えることでその強さを認め、ノックアウトされてなお笑みを浮かべていた。その後、龍也を騙る何者かから妹の千秋が拉致されたという手紙を受け取り、怒りのあまりにかつての非情な格闘家に戻って再戦を挑むも再び敗れた。最終的に千秋と再会し、泰山の伝手で兄妹で同居することとなり、龍也とは誤解も解けたことで改めて拳を交わしてプロレスの型を教えた。
TOMOKI（トモキ）
声 - 鈴木賢
龍也の1回戦の相手で黒学館大学の4年生。格闘スタイルは「空手界のモンスター」の異名通り「空手」だが、関節技を始めとするグラウンドの技術も習得している。ヒートアクションは「アームロック」とパーテールポジションからの連続膝蹴り「パーテレニー地獄」を使用する。プロデビューが決まっており、アマチュアでは相手がいなくなってしまったために己の力を試すべくドラゴンヒートに参戦するが、龍也に敗れた。その後、龍也が戸田殺しの報道を確認するために新聞を購入した際にはプロデビューしていたようで、一面に1RKO負けを喫した様子が報じられていた。
悠木 万寿美（ゆうき ますみ）
声 - チョー
龍也の3回戦の相手で、過去に関西で鉄拳制裁を加えたことが問題となって追われるようにして関東へ赴任してきた神室東高校の教師。学生時代から修練を続け、共に五段を習得した合気道と空手の技術をも織り交ぜた「古武術」を格闘スタイルに持つ。ヒートアクションは往復ビンタからの顔面正拳突き「鉄拳制裁」と腕を極めた状態からの連続投げ技「合気夢幻投げ」を使用する。龍也が在学中に街で暴力事件を起こした現場を目撃して警察に通報したが、その事で退学処分となった龍也から一方的に恨まれた挙句、暴力を振るわれてしまう。その後、龍也がドラゴンヒートに参戦して連勝を重ねている頃、近頃の若者のマナーと自身の信念が報われないことに鬱憤を蓄積させており、それを晴らすためにドラゴンヒートに参加し、龍也と対戦するも敗れた。対戦後は龍也に「想いのある拳」が伝わったことを知って和解し、後にサブストーリーで古武術の型を教える。
藤本 信道（ふじもと のぶみち）
声 - 中田譲治
龍也の4回戦の相手で、タクシードライバー。47歳。格闘スタイルは全日本大会を3度制した「空手」。ヒートアクションは視界を塞いだ状態で金的とこめかみを蹴る「急所破壊」と突き・蹴りの連続技「極意・徒手空拳」を使用する。息子の恒夫が龍也のせいで寝たきりにされたと思い込んで龍也に復讐することを計画し、ドラゴンヒートで龍也と戦うも敗れた。試合後は止めを刺さなかった龍也に疑問を感じ、医務室で龍也の本心と恒夫の事件の真相を知る。その後、恒夫からリハビリで初めて歩けたと聞かされて涙を流した。
張 孝明（ちょう こうめい）
声 - 弦徳
龍也の7回戦の相手。神室町で働いていた中国系女性を母に、その客であった日本人男性を父に持つハーフで、同様の境遇で育った青年らを率いる武闘派組織「孤狼会」のリーダー。格闘スタイルはマーシャルアーツや八極拳を独自に取り入れた「格闘武術」。ヒートアクションは膝蹴りとエルボーの連続技「ローリングエルボーコンボ」と転身からの掌底・鉄槌の連続技「発勁〜首刈鉄槌」を使用する。15年前の放火事件で母親を失っており、その事件を通じて竹中と知り合う。その後は二岡から放火事件の犯人を教える代わりにドラゴンヒートに参加するように要請があってこれに応じながらも自身には神室町のマフィアのトップに立つという野望があり、その龍也を生贄として野望の糧にしようとするも失敗に終わり、二岡の情報も偽情報だったことも判明し、龍也と和解して朋友（パンヤオ）と呼ぶまでの間柄になる。その後、竹中からの協力要請もあって龍也と共に事件を追い、龍也が趙楽で何者かに拉致されると仲間と共に救出する一方で、東城会内部の情報を警察に売り渡していた内通者の情報も探る。
荒巻 毅（あらまき つよし）
声 - 内山高志
龍也の8回戦の相手。フランス外人部隊に属していた軍人で、かつては鷲尾の部下でもある元警察官。由理香に気障な台詞を投げかけるなど平素の言動こそ優男風だが、眼光は常に冷徹そのものである。格闘スタイルはコマンドサンボの技術を応用した自身ならではの「柔術」。ヒートアクションは「アキレス腱固め」と馬乗りからの連続パンチ「タコ殴りマウントパンチ」を使用する。違法に傭兵として戦った罪で死刑囚となったところを二岡に拾われてドラゴンヒートに参戦するが、龍也に敗れた。その後、駐車場で鷲尾に銃を向けられるも解放された。
嶋 鉄司（しま てつじ）
声 - 田中一成
龍也の9回戦の相手で、「河内のテツ」や「アイアン嶋」の異名を持つ（作中世界で）日本人初のボクシングミドル級世界チャンピオン。格闘スタイルは「ボクシング」で、一撃必殺のレバーブローを得意とする。ヒートアクションはカミソリの如く切れ味抜群のアッパーカット「カミソリアッパー」と「レバーブロー」を使用する。一回目の防衛戦後は両目の網膜剥離が発覚して引退を余儀なくされ、後に規制の緩い海外でのノンタイトルマッチや地元である関西の地下格闘場「タイガースゲート」で試合をこなしていたが、龍也のような連勝者用のストッパーとしてドラゴンヒートに招聘される。その後、龍也の力を試すために弟子に襲うように命じ、完膚なきまでに叩き潰されたのを知って真剣勝負に臨むも敗れる。試合後は「現役中は無敗ではなく、唯一黒星をつけたのが乃木だ」と告白するが、直後にリングサイドにいた乃木を目の当たりにして驚愕した。
劉 武翔（りゅう ぶしょう）
四川省出身で「少林寺の虎」の異名を持つドラゴンヒートのファイター。後ろに束ねた三編みに表演服と中国武術家然とした佇まいをしている。異名通り少林拳の使い手で現在三連勝中。龍也がドラゴンヒートで初めて観戦した試合でタケルと対戦した。試合では金的攻撃から劣勢を覆し猛ラッシュのすえ勝利するも、気絶したタケルに追撃せず立ち去ったため、九鬼からは「常識の範疇の暴力性しか持たず、盛り上がりに欠ける」と評された。その後もドラゴンヒートに在籍しており、試合終了後に龍也を殴打し続けた悠木を見かねた九鬼の指示で彼を止めようとしたリカルドとタケルの後ろに控えていた(最終的に何連勝したかは不明)。
タケル
「ハマのNo.1ストリートファイター」の異名を持つドラゴンヒートのファイター。二の腕から胸にかけて和彫りの刺青を入れた筋骨隆々の巨漢で、劉と同じく三連勝中。龍也がドラゴンヒートで初めて観戦した試合で劉と対戦し、一時はグラウンドからのパンチ連打で劉を追い込むも敗北する。九鬼からは「ルックスが悪く、カリスマ性も低い」と辛辣な評価をされた。劉に敗北後もドラゴンヒートに在籍しており、試合終了後に龍也を殴打し続けた悠木を見かねた九鬼の指示でリカルドと共に悠木を止めようとしたが、泰山に制止された。
リカルド・アキラ
ブラジル出身で「ブラジリアン柔術の天才」と呼ばれるドラゴンヒートのファイター。ドレッドヘアが特徴で、試合にはTシャツとハーフパンツで臨む。本国に残した家族の生活費を稼ぐためドラゴンヒートに出場している。日向と対戦するが身体能力でも寝技の技術でも上回られたうえ、大技での決着を演出されて敗北した。日向に敗北後もドラゴンヒートに在籍しており、試合終了後に龍也を殴打し続けた悠木を見かねた九鬼の指示でタケルと共に悠木を止めようとしたが、泰山に制止された。

### 神室町の住人達
シリーズを通して登場する東京最大の歓楽街。
右京 冴子（うきょう さえこ）
声 - 原田奈美
龍也の姉。24歳。龍也が暴力事件を起こす度に警察に迎えに行ったり、謝罪に赴くなど苦労が絶えない。チャンピオン街のスナック「スカーレット」で働き、家計を支えている。両親と死別して右京家の養子となり、数年後は幼かった龍也と共に右京家を出て神室バッティングセンター近くにあるアパートを借りて以来は一緒に住んでいるが、後に15年前に起きた放火事件のことで龍也が店を訪れた際には龍也の姉に対する本音を聞かされて感動のあまりに涙を流した。その後は乃木から冴子自身は放火事件で死亡した金光勲の娘で、龍也と血の繋がりがないものの、乃木の計らいと右京家の厚意で龍也と共に引き取られたことが伝えられた。
右京 菜穂子（うきょう なほこ）
龍也の母親で、乃木泰の内縁の妻。滅多に帰ってこない乃木を支えるために金光が経営している焼肉店で働いていたが、放火により逃げ遅れて金光達と共に死亡した。
榊 天馬（さかき てんま）
声 - 菅沼久義
神室東高校3年生で、金髪に襟足が長めのウルフにアップバングスタイルの髪型に白いジャージ姿と龍也とは対照的な特徴である龍也の親友。両親が経営する実家の料亭の格式等に反発し、龍也とつるむようになるが、一時は闇金襲撃計画に反対して龍也の許を去ってしまい、後に連絡が一向に取れないことを心配していたところに刑事の竹中から逃げる龍也を見つけて救出した。しかし、龍也は自身のことを裏切り者と思い込んでいるためにまた去ってしまうが、それでも龍也のことを友達だと認めており、二岡組に偽情報を流したりするなど裏で積極的に動き、それを知った龍也と後に和解した。和解後は龍也の相談相手として行動を共にしていたが、とある事情から止むを得ずに龍也を裏切ってしまいその事を告白して謝罪するが、許される。クリア後はボスランキングで対戦することができ、隙が大きいが、威力が高い彼自身専用の「喧嘩」を格闘スタイルに持つ。ヒートアクションはヘッドロックの体勢で殴打する「喧嘩式頭かち割り」と目潰しと金的蹴りの連続技「喧嘩式目突き&金的コンボ」を使用する。
藤本 恒夫（ふじもと つねお）
声 - 三浦祥朗
元神室西高校空手部主将。後輩が龍也に敗れ、その際に父親の空手を馬鹿にされたことに激怒し、龍也にタイマンを挑むも敗れる。その後、頚椎を損傷して寝たきりの状態となったため、龍也はこの事件がきっかけで少年院に入ることになるが、頚椎損傷は龍也の仕業ではなく自身と一緒にいた修がやったことだと判明する。また、サブストーリーで部員達を使って龍也の空手の型を教えた。
杉山 修（すぎやま おさむ）
声 - 会一太郎
神室西高校空手部部員。龍也との喧嘩に敗北し、直後に先輩である恒夫に仇討ちを頼み、更には恒夫の父親の空手を悪く言ったことを報告するも恒夫も敗れて計画失敗に終わる。しかし、実は部活での稽古でシゴかれたことで恒夫を恨んでおり、倒された恒夫の首に蹴りを入れて積年の恨みを晴らし、更には頚椎損傷を龍也に押し付けて少年院に送った。その後、龍也と父親である信道の対戦中に傷害事件を起こして警察に逮捕され、事実が判明した。
由理香（ゆりか）
声 - たかはし智秋
キャバクラ「Jewel」所属の人気キャスト。美貌と教養を兼ね備え、特に政治・経済に精通している。「ケチな男が嫌いで、好みは己の哲学を持つ人間」と嘯くも、実際は財力のある人間が好みらしく、日向とは本人曰く「友だち」とのことである。最初は何も考えずに力だけ証明する龍也を「坊や」呼ばわりするなどして見下していたが、日向を倒した龍也に興味を示し、後に龍也から戸田の愛人である吉村アンナの素性を尋ねられると彼女が働くバー「アレキサンダー」を教え、またの再会を願うために龍也とキスをした。本編をクリア後は指名することが可能になり、キャバ嬢になった理由も聞き出すことができる。
日向 千秋（ひゅうが ちあき）
声 - 今井麻美
日向の妹で、ルポライター。女子大生を自称しキャバクラで働いていたが、本職を生かして九鬼組の内情を探っていたり、またキャバクラの客を通じてドラゴンヒートにも行くようになる。その後、龍也と日向が再戦する際に何者かに拉致されるが、試合後に解放されて疎遠状態だった日向とも和解し、二人で暮らすようになる。
金光 勲（かねみつ いさお）
冴子の実父。15年前に現在のチャンピオン街の一角で焼肉店「紫禁城」を経営していたが、神室町の土地開発に絡んで筒井と対立し、営業終了後に筒井の命令を受けた戸田によって放火されて死亡した。
塚原（つかはら）
神室町の薬局裏の空き地や廃ビルを道場とする塚原道場の師範で、愛猫家。龍也の身体状況を一目で見抜くなど、その指導の腕は確かだが、武道家としての実力は不明である。龍也が喧嘩する姿から才能を見抜き、有償で必殺技の伝授や各種の稽古を付けるようになる。また、101匹の飼い猫に逃げられた際には龍也に捜索を依頼する。
ユウヤ
『龍が如く』シリーズにも登場するホストクラブ「スターダスト」の店長。龍也に柄本医院を紹介する。
サイの花屋
声 - 藤原喜明
『龍が如く』シリーズにも登場する治外法権の無法地帯「賽の河原」を支配する凄腕の情報屋。
龍也に対して「ドラゴンヒート」のシステムや九鬼組の内部についての情報を教える。その後、龍也がツケの情報料を払うまでは情報は売らないつもりだと告げた。
柄本（えもと）
『龍が如く』シリーズにも登場する柄本医院の院長。ユウヤや塚原の紹介で龍也が訪れる。
花（はな）
『龍が如く』シリーズにも登場する消費者金融「スカイファイナンス」で働く豊満体型の女性従業員兼秘書。
龍也が九州一番星でアルバイトをしている最中に客として姿を現す時がある。サブストーリーにも登場し、「キング・オブ・グルメ」の称号が与えられて神室町の飲食店を総なめにしていたが、韓来で秋山から金を貸してもらえなかった男に言いがかりをつけられていたところを龍也に助けられる。その後はナンパされたと勘違いし、一方的に振った上で特選牛カルビ弁当を渡して去って行った。
美矢（みや）
サブストーリーに登場した探偵業を営む龍也からは「探偵の姉ちゃん」と呼ばれている女性。強盗の人質にされた際に何の苦も無く脱出する程の体術の腕を持っており、その他の探偵としての能力も優秀ではあるものの、龍也に依頼を任せて自分は酒を飲みにいく等などお世辞にも勤務態度は良いとは言えない。サブストーリーで龍也が強盗事件に巻き込まれた時に共闘して以来、様々な依頼を龍也に頼むことになる。
ポールダンサー
声 - 中村アン

#### 神室町のキャバ嬢
実在する人物がキャバ嬢を演じる。源氏名には下の名前が使われ、働いている店もキャバ嬢によって異なる。キャバ嬢はそれぞれ悩みを抱えており、親密になっていくことで何かしらの問題が発生するが、いずれも主人公によって解決されていく。
- 手島優、星あや

### その他
ガイア
条件を満たすことで登場する本シリーズにおける亜門のような存在。たった一人で神室町を制した無敗・無冠のチャンピオンとして都市伝説化している男。格闘スタイルは「極めし者」。長らく行方不明になっていたが神室町に戻ってきており、その際に龍也がガイアに挑戦状を叩きつけたという根も葉もない噂が広がり、龍也の意思とは関係なく決闘の場が設けられる結果となった。敗北後は龍也を「オマエこそ最強の男だ」と称えた。

## 楽曲
- 主題歌：RIZE「MUPPET」（Far Eastern Tribe Records）

## 続編
クロヒョウ2 龍が如く 阿修羅編
2012年3月22日発売（PlayStation Portable）。

## テレビドラマ
2010年10月5日より毎日放送製作、TBS系列で放送された。斎藤工の民放連続ドラマ初主演作。また、TBSでは前番組である毎日放送の深夜ドラマ枠に続いて放送されるため、2番組続いて毎日放送製作及びドラマ枠となる。深夜番組でMBSとTBSが同時ネットするのは初めてのこと。
舞台設定や登場人物の人間関係は概ね原作に沿っているが、全体のストーリーは大幅に異なる。

### キャスト
- 右京 龍也 - 斎藤工
- 榊 天馬 - 石田卓也
- 杉田 春斗 - 石黒英雄
- 工藤 沙紀 - 波瑠
- 右京 冴子 - 西原亜希
- 戸田 直樹 - 虎牙光揮
- 九鬼 隆太郎 - 永澤俊矢
- 二岡 孝造 - 波岡一喜
- 由里香 - 渡辺奈緒子
- 竹中 省三 - 中野英雄[注 5]
- 星野 凌雅 - 魔裟斗
- 雨宮 泰山 - 岩城滉一

### スタッフ
- 脚本 - 八津弘幸、谷村典子
- 演出 - 六車俊治、村松弘之、深迫康之
- 製作総指揮 - 名越稔洋
- アクションコーディネイト - 新上博巳
- 技術協力 - アップサイド
- 美術協力 - KHKアート
- 編集・MA - ブル
- プロデューサー - 森山敦、丸山博雄、大内孝悦、中山雅弘、船田晃、河角直樹、浦井孝行
- 制作プロダクション - ゼネラル・エンタテイメント / 国際放映
- 企画・製作 - 「クロヒョウ」製作委員会 / 毎日放送

### 主題歌
- RIZE「MUPPET」（ファー・イースタン・トライブ・レコーズ）

### 各話リスト
| 各話                                                          | 放送日         | 脚本     | 演出     | 視聴率 （関東） | 視聴率 （関西) |
| ------------------------------------------------------------- | -------------- | -------- | -------- | --------------- | -------------- |
| 第一章                                                        | 2010年10月05日 | 八津弘幸 | 六車俊治 | 1.0%            | 2.4%           |
| 第二章                                                        | 2010年10月12日 | 八津弘幸 | 六車俊治 | 1.9%            | 2.4%           |
| 第三章                                                        | 2010年10月19日 | 八津弘幸 | 六車俊治 | 1.8%            | 2.3%           |
| 第四章                                                        | 2010年10月26日 | 谷村典子 | 村松弘之 | 1.6%            | 3.1%           |
| 第五章                                                        | 2010年11月02日 | 谷村典子 | 村松弘之 | 2.3%            | 1.3%           |
| 第六章                                                        | 2010年11月09日 | 八津弘幸 | 六車俊治 | 2.1%            | 2.8%           |
| 第七章                                                        | 2010年11月30日 | 八津弘幸 | 村松弘之 | 1.8%            | 2.3%           |
| 第八章                                                        | 2010年12月07日 | 八津弘幸 | 村松弘之 | 1.0%            | 2.8%           |
| 第九章                                                        | 2010年12月14日 | 八津弘幸 | 深迫康之 | 1.4%            | 3.3%           |
| 第十章                                                        | 2010年12月21日 | 八津弘幸 | 六車俊治 | 1.8%            | 2.8%           |
| 最終章                                                        | 2010年12月21日 | 八津弘幸 | 六車俊治 | 1.8%            | 2.8%           |
| 平均視聴率 関東1.7% 関西2.5% （視聴率はビデオリサーチ社調べ） |                |          |          |                 |                |

- 11月16日、23日は2010 広州アジア大会放送のため休止。
- 12月21日は2話連続で放送。

### 放送局
| 放送地域   | 放送局            | 放送期間                       | 放送日時                    | 備考                                |
| ---------- | ----------------- | ------------------------------ | --------------------------- | ----------------------------------- |
| 近畿広域圏 | 毎日放送          | 2010年10月5日 - 2010年12月21日 | 火曜 25時25分 - 25時55分    | 製作局                              |
| 関東広域圏 | TBSテレビ         | 2010年10月5日 - 2010年12月21日 | 火曜 25時25分 - 25時55分    |                                     |
| 北海道     | 北海道放送        | 2010年10月17日 -               | 日曜 24時56分 - 25時26分    |                                     |
| 福岡県     | RKB毎日放送       | 2010年10月18日 -               | 月曜 26時25分 - 26時55分    |                                     |
| 日本全域   | PlayStation Store | 2010年10月20日 -               | 毎週水曜更新                | 有料（レンタル方式）                |
| 中京広域圏 | 中部日本放送      | 2010年11月12日 -               | 金曜 27時05分 - 27時35分    |                                     |
| 日本全域   | ファミリー劇場    | 2012年8月1日 - 8月8日          | 月-水曜 25時00分 - 26時00分 | CSチャンネル 最終日のみ27時30分まで |